# Zuid (Libanon)
Het Gouvernement Zuid (الجنوب; al-Janub) is een van de gouvernementen van Libanon. Zuid Libanon heeft een bevolking van ruim 540.000 en een oppervlakte van 929 km². De hoofdstad is Sidon. Er stromen verschillende rivieren: de Litani, Zahrani, Naqura, Awali, Qasmiye en Hasbani.

## Lokale attracties en evenementen
Het gebied biedt een groot aantal attracties, inclusief witte zandstranden ten zuiden van Tyrus, en de kans om te snorkelen of duiken tussen de Fenicische en Romeinse ruïnes onder het wateroppervlak dicht bij de oude steden Sidon en Tyrus. Ook wordt er het Tyrus festival gehouden, dat elk jaar duizenden toeristen aantrekt.

## Districten
- Sidon
- Jezzine
- Tyrus

## Steden
- Sidon of Saida
- Tyrus
- Jezzine

Akkar · Baalbek-Hermel · Beiroet · Beka · Keserwan-Jbeil · Libanongebergte · Nabatiye · Noord · Zuid